# Feuerwehr in Vietnam

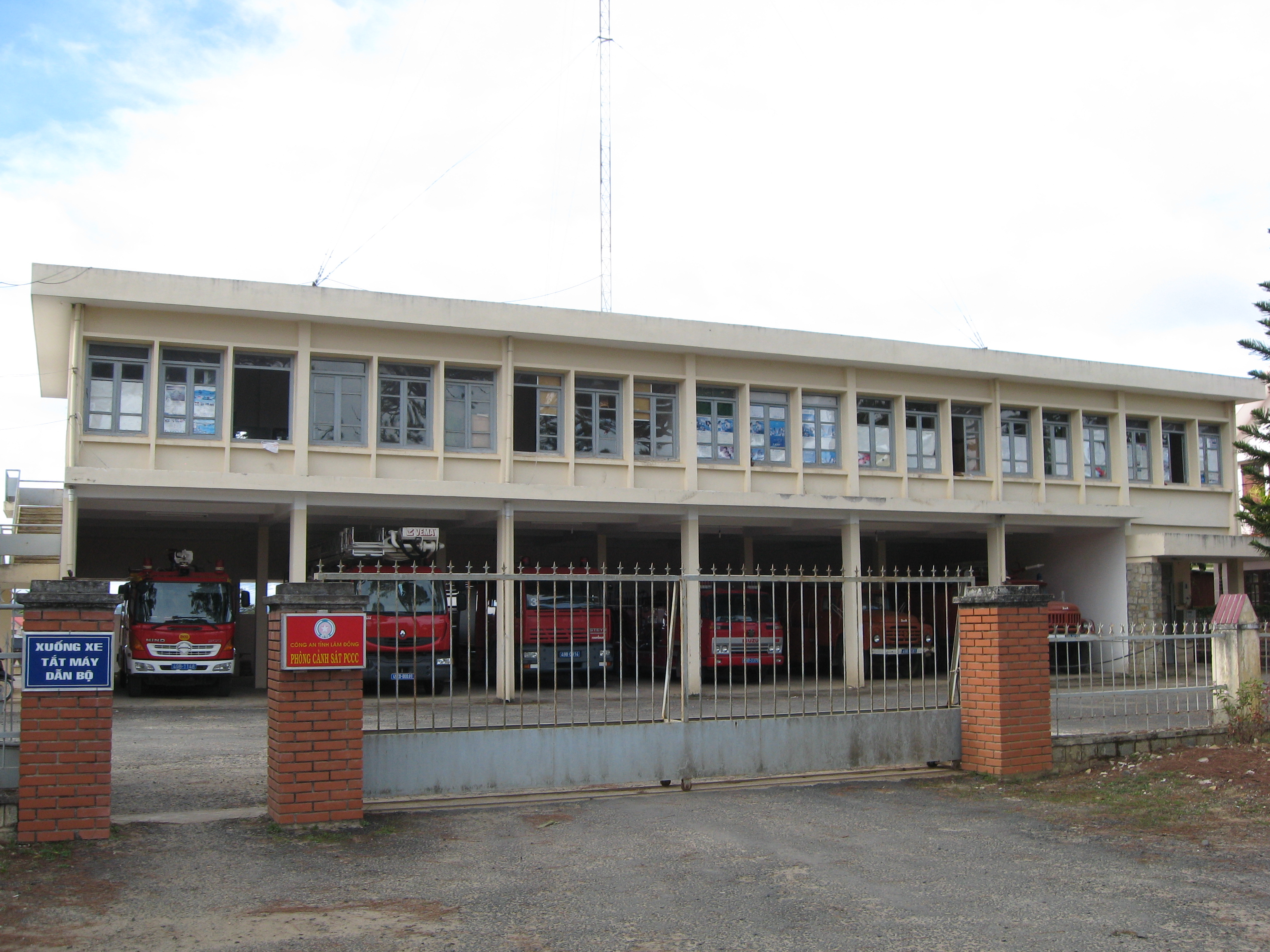
Feuerwache in Đà Lạt 2011

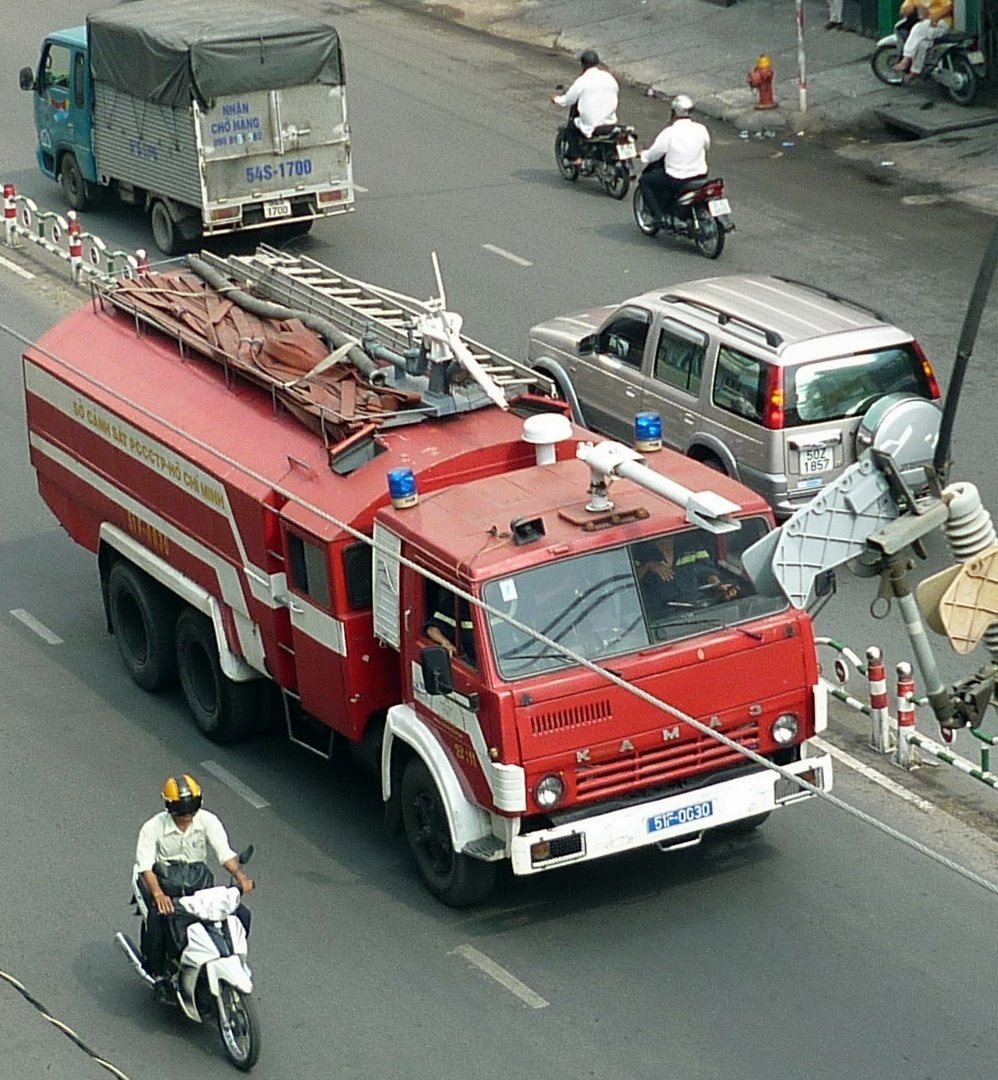
Feuerlöschfahrzeug im Einsatz 2012

Die Feuerwehr in Vietnam besteht aus über 9.800 Berufsfeuerwehrleuten und rund 920.700 freiwilligen Feuerwehrleuten.

## Allgemeines
In Vietnam bestehen 269 Feuerwachen und Feuerwehrhäuser. Insgesamt sind 930.554 Personen, davon 9.825 Berufsfeuerwehrleute und 920.729 freiwillige Feuerwehrleute, im Feuerwehrwesen tätig.
Die vietnamesischen Feuerwehren hatten im Jahr 2019 insgesamt 3.790 Brände zu löschen. Hierbei wurden 85 Tote von den Feuerwehren geborgen und 126 Verletzte gerettet.

## Außergewöhnliche Brandereignisse
In einer Karaoke-Bar ohne Lizenz in Hanoi im November 2016 waren bei einem Brand 13 Menschen ums Leben gekommen. In Vietnam sind Brandschutzmaßnahmen zwar vorgeschrieben, werden aber oft falsch installiert und selten inspiziert. Die Einrichtung hatte keine Lizenz, weil keine Feuerschutzmaßnahmen installiert waren. Das Feuer war in einem Gebäude ausgebrochen und hatte sich auf drei Nachbargebäude ausgebreitet. Dutzende Besucher konnten sich retten, aber zwölf Männer und eine Frau wurden von den Flammen eingeschlossen und kamen zu Tode. Die Feuerwehr brauchte fünf Stunden, um die Flammen zu löschen.
Bei einem Großbrand in einem Hochhaus im März 2018 waren in der Millionenmetropole Ho-Chi-Minh-Stadt mindestens 13 Menschen ums Leben gekommen. Weitere 14 Bewohner mussten mit teils lebensgefährlichen Verletzungen ins Krankenhaus gebracht werden. Das Feuer brach ungeklärter Ursache in der Tiefgarage des 20-stöckigen Gebäudes aus. In dem Wohnkomplex leben mehr als 700 Familien. Der Feuerwehr gelang es erst nach mehreren Stunden, den Brand unter Kontrolle zu bringen. Die Flammen breiteten sich von den unteren Etagen nach oben aus. Viele Opfer waren bei dem Versuch erstickt, sich in höheren Etagen vor den Flammen in Sicherheit zu bringen. Mehrere Menschen sind zudem in ihrer Verzweiflung aus dem Hochhaus gesprungen. Unglücke wie diese sind in dem südostasiatischen Land wegen mangelndem Feuerschutz relativ häufig.

## Feuerwehrorganisation
Die nationale Feuerwehrorganisation Cục Cảnh sát phòng cháy, chữa cháy và cứu nạn, cứu hộ repräsentiert die vietnamesischen Feuerwehren mit ihren über 930.000 Feuerwehrangehörigen.